# 大領神社
大領神社（たいりょうじんじゃ）は、岐阜県不破郡垂井町にある神社である。式内社で、旧社格は郷社。美濃国二宮とされる。
南宮大社の摂社である。

## 祭神
宮勝木實（みやの すぐりの このみ）
宮勝木實は、壬申の乱の際、大海人皇子（天武天皇）の命で、不破道（不破関付近）に出兵した人物。功績により、不破郡の大領になったという。

## 所在地
- 岐阜県不破郡垂井町宮代森下765
南宮大社の東、約0.5km。

## 歴史
- 創建時期は不明。宮勝木實の死後の715年（霊亀元年）という説がある
- 1600年（慶長5年）	関ヶ原の戦いで社殿は焼失する
- 1636年（寛永13年）	再建される